# Lista de personagens, veículos e invenções de Spirou e Fantásio
- Esta é uma lista de todas as personagens, veículos e invenções, das histórias de BD de Spirou e Fantásio, desenhadas por Franquin.

## Os Heróis
- Spirou- Repórter de Moustique,  amigo do Fantásio. Criado por Rob-Vel em 21 de Abril de 1938.
- Fantásio - Repórter e fotógrafo de Moustique e amigo do Spirou. Criado por Jijé em 1943.
- Spip - o inseparável esquilo do Spirou.
- Conde de Champignac - Pacôme Hégésippe Adélard Ladislas, é um cientista que vive num castelo em Champignac, que se especializou em cogumelos. A ele se deve inúmeras invenções e a 1ª aparição dá-se no livro O Feiticeiro de Talmourol, Il Y a un Sourcier à Champignac © Dupuis 1951. Criado por Franquin).
- Marsupilami - Mamífero, marsupial, de cor amarela com manchas pretas e uma enorme cauda. Criado por Franquin, Aparece pela primeira vez em os Herdeiros, em 31 de Janeiro de 1952, na revista do Spirou. Vive na floresta da Palômbia, tem uma força fenomenal (utiliza a cauda para socar) e é um grande consumidor de piranhas, desconfia-se que a sua força provém das piranhas que consumiu enquanto cria. É capturado e torna-se um companheiro inseparável nas aventuras de Spirou e Fantasio.

## Os Colegas
- Seccotine - Repórter de Moustique e amiga de Spirou e Fantásio, aparece pela primeira vez na história o Chifre do Rinoceronte (La Corne du Rhinocéros © Dupuis 1955). Outras aparições, O Ditador e o Cogumelo, (Le Dictateur et le Champignon 1956); Vacances Sans Histoires; O Ninho dos Marsupilamis (Les Nids des Marsupilamis © Dupuis 1959). Criado por Franquin.
- Gaston Lagaffe -  Colega de Fantásio trabalha no jornal Spirou.

## Os Inimigos
- Colibri e o Patrão -  4 Aventuras de Spirou.
- Poildur -  Um miúdo "boxeur" que maltrata outros miúdos. 4 Aventuras de Spirou.
- Abdaka Abraka -  Mágico Louco, ...Como uma mosca no tecto... em Os Chapéus Negros
- Contrabandistas - Passavam Hicoína, um estupefaciente, na fronteira- Mistério na Fronteira em Os Chapéus Negros.
- Narcisse , Valentino e Hercule  -  Bandidos que roubam X1 e X2 em O Feiticeiro de Talmourol.
- Zantáfio  -  Primo de Fantásio, surge pela primeira vez em os Herdeiros, é o vilão da história. Torna-se propriedade das Edições Dupuis. O Ditador e o cogumelo, Le Dictateur et le Champignon, 1956, o Roubo do marsupilami, La Mauvaise Tête, A sombra do Z,  L'Ombre du Z 1962.
- Zabaglion -  Director do Circo em O Roubo do Marsupilami.
- Chefe do Pessoal - Anão que trabalha no circo de Zabaglion em O Roubo do Marsupilami.
- Golias -  Gigante que trabalha no circo de Zabaglion em O Roubo do Marsupilami.
- Toothbrush e o Colega - Pretendem oubar os planos do novo Turbot em o Chifre do Rinoceronte.
- Mimoso -  Chefe da Polícia secreta de Palômbia em o Ditador e o Cogumelo.
- Capitão Jonh Helena -  Moreia em O Refúgio da Moreia.
- Marco - Braço direito do Capitão Jonh Helena em O Refúgio da Moreia.
- Xenofonte Hamadrião -  Homem rico que abre um concurso para inventarem um veículo que permita descer a mais de 200 metros de profundidade no mar, O Refúgio da Moreia.
- Juan Corto dos Orejas e Rabo  - Pretende assaltar a cidade Incognito Citty em Os Piratas do Silêncio.
- Doutor Swart - Desapareceu da mina de Molomonga em Os Gorilas.
- Broque e Brocas -  Engenheiros da mina de Molomonga e cúmplices do Doutor Swart em Os Gorilas.
- Satokiki -  Pretendia raptar uma criança em A Feira dos Bandidos.
- Tigre -  predador em O Ninho dos Marsupilamis.
- Alexandre e Boris -  Espiões em O prisioneiro do Buda.
- Zorglub -  Surge na história Z como Zorglub, é um cientista louco, colega de faculdade do Conde de Champignac, que inventa a zorglonda que permite aniquilar a vontade das pessoas, cria um exército e pretende associar-se ao Conde de Champignac para a conquista do Universo e elevar a publicidade ao seu ponto mais alto, a Lua - "acoc-aloC".  Z comme Zorglub, © Dupuis 1961, L'ombre du Z, © Dupuis 1962, Panade à Champignac 1969, torna-se propriedade das edições Dupuis.
- ZorglHomens -  Exército / polícia criado por Zorglub.
- General Schmetterlinge - Vive em Bretzelburg é Inimigo do Principe Paspallo, surge no álbum em 1966, Qrn sobre Bretzburg.
- Principe Paspallo - Vive em Maquebasta é inimigo do General  Schmetterlinge surge no álbum em 1966, Qrn sobre Bretzburg.
- O médico  - Do rei de Bretzelburg, surge no álbum em 1966, Qrn sobre Bretzburg.
- Doktor Kilikil -  Vai  torturar Fantásio e surge no álbum em 1966, Qrn sobre Bretzburg.

## Os Habitantes de Champignac
- Gustave Labarbe  - Presidente da Câmara.
- Desiré, -  Insoniamaníaco de Champinhac.
- Duplumier - Secretário do Presidente.
- Dupilon - Bêbado.
- Gustave.
- Jerome - Polícia.
- Jules - Garagista da companhia GLOUP.
- Lucien - Dono do café de Champinhac
- Noël - Miúdo amigo do Marsupilami, aparece nos álbuns, Le Prisonnier du Bouddha e Panade à Champignac.
- ZéNobe - Carteiro.

## Os Cientistas
- Samovar - Cientista louco, surge Radar le Robot e Spirou et les Plans du Robot.
- Conde de Champignac - Pacôme Hégésippe Adélard Ladislas, cientista que vive num castelo em Champignac, que se especializou em cogumelos. A ele se deve inúmeras invenções e a 1ª aparição dá-se no livro O Feiticeiro de Talmourol  (Il Y a un Sourcier à Champignac© Dupuis 1951)
- Zorglub - Cientista louco, colega de faculdade do Conde de Champignac, que inventa a Zorglonda que permite aniquilar a vontade das pessoas, cria um exército e pretende associar-se ao Conde de Champignac para a conquista do Universo e elevar a publicidade ao seu ponto mais alto, a Lua - "acoc-aloC".
- Biólogo - Cientista amigo do Conde de Champignac, surge em 1960 no álbum O Dinossauro Congelado Le Voyageur du Mésozoïque.
- Schwarz - Cientista amigo do Conde de Champignac, surge em 1960 no álbum O Dinossauro Congelado, Le Voyageur du Mésozoïque.
- Black - Cientista amigo do Conde de Champignac, surge em 1960 no álbum O Dinossauro Congelado, Le Voyageur du Mésozoïque.
- Sprtschk - Cientista atómico, amigo do Conde de Champignac, surge em 1960 no álbum O Dinossauro Congelado, Le Voyageur du Mésozoïque.
- Professor Nicolaivtch Inovskyev - Cientista de Física Nuclear inventor do GAG. O prisioneiro do Buda Le Prisonnier du bouddha 1960.
- Douglas LongPlaying - Cientista de Física Nuclear, inventor do GAG, raptado pelos chineses. O prisioneiro do Buda Le Prisonnier du bouddha 1960.

## Os Conhecidos / Amigos
- Maurice e Polidur  -  Amigos de Spirou em 4 Aventuras de Spirou.
- Bohémien - Cigano acusado de feitiçaria em .O Feiticeiro de Talmourol.
- Mordicus - Notário que leu o testamento em Spirou e os Herdeiros.
- Tia Ester e Prima Serafina - Tia e prima de Fantásio e Zantáfio em Spirou e os Herdeiros.
- Martinho e Rodrigo - Pilotos da Turbot em Spirou e os Herdeiros e O Chifre do Rinoceronte.
- Valentin Mollet - Jogador de Futebol que rouba o Marsupilami em O ladrão do Marsupilami.
- Rei Wakukus -  Amigo de Martinho em o O Chifre do Rinoceronte.
- Vendedor Wiskye -  Mata um rinoceronte em O Chifre do Rinoceronte.
- Alphonse Minet - Convida Spirou e Fantásio para ficarem em sua casa em Os Piratas do Silêncio.
- Detective -  da companhia de Seguros, que pretende descobrir o desaparecimento Quicks em Os Piratas do Silêncio.
- Badman  - O administrador que abusa da bebida em O Gorila.
- Wagundus - Indigenas em O Gorila.
- Ibn-Mah-Zud - Rei do Petróleo, terror da condução, oferece um Turbot 2 ao Spirou e Fantásio em Férias sem História.
- Dinossauro - Plateossauro descoberto pelo Conde de Champinhac nos gelos do Antárctico em o Dinossauro Congelado.
- Douglas e Harvey -  Gémeos agentes Secretos Ingleses, em O Prisioneiro do Buda, (simpática homenagem aos Dupont de Hergé) .
- Herberto D'Almacalma - Homem rico e excêntrico que não gosta de barulho em O tesouro submarino.
- Rei Ladislau de Bretzelburgo - está prisioneiro no seu próprio palácio em Qrn sobre Bretzelburgo.
- Marcelino Switch -  Rádio amador em Qrn sobre Bretzelburgo.
- Hans - Jardineiro do palácio de Bretzelburgo que pertence à Resistência. Qrn sobre Bretzelburgo.
- Henrique -  Menino rico, amigo secreto de João Baptista em Um Natal Clandestino no álbum O Castelo do Sábio Louco.
- João Baptista -  Amigo secreto de Henrique. Um Natal Clandestino no álbum O Castelo do Sábio Louco.
- Pigmeus -  Trabalhavam nas minas Matuvu em Os elefantes Sagrados.

## Veículos
- Turbot de corrida -  Carro de corrida - Herdeiros, © Dupuis 1953.
- Fantacoptère  -  Espécie de helicóptero ligeiro para uma pessoa, inventado e desenhado por Fantásio - Herdeiros, © Dupuis 1953
- Zantajet - inventado e desenhado por um engenheiro amigo de Zantáfio - Herdeiros (© Dupuis 1953)

- Turbotraction Turbot-Rhino 1  - Protótipo a turbopropulse oferecido a  Spirou et Fantasio pela empresa Turbot. Foi inspirado no carro Ford Sabre 150. Chifre do Rinoceronte (© Dupuis 1955).
- Turbotraction 2 - Inspirado no Ford Sabre 175. Um monarca Ibn-Mah-Zout destrói o carro de Spirou e Fantasio e oferece o novo modelo da turbot  em troca de um carro de Fantasio. Na história Vacances sans histoire (Gorila, © Dupuis 1957).

- Dion Bouton 1912 - Carro de Fantasio que tem algumas divertidas particularidades. Na história Vacances sans histoire” (Gorila, © Dupuis 1957).

- Sous-marin - Veículo inventado pelo Conde Champignac, graças ao X-4. O piloto está equipado com um escafandro especial que permite respirar um gás extraído dos cogumelos. O refúgio da moreia (© Dupuis 1957) Contra indicações - Depois de respirar o gás ao fim de um tempo a pele fica da cor azul com umas bolas brancas.

## Invenções
- Pilules Caméléon -  Produto extraído de um cogumelo que muda a cor da pele, inventado pelo Conde de Champignac - ( O Feiticeiro de Talmourol e O Roubo de Marsupilami).
- Gás Soporífero - Produto extraído de um cogumelo que faz adormecer as pessoas, inventado pelo Conde de Champignac - (O Feiticeiro de Talmourol, Os Piratas do silêncio, O Ditador e o Cogumelo).
- Metolmol - Líquido extraído de um certo cogumelo que torna todo o metal mole, inventado pelo Conde de Champignac. (O Ditador e o Cogumelo, O Prisioneiro do Buda, O refúgio da Moreia, Medo D' outro lado do Fio).
- Vacina anti Frio - Vacina extraída d'um cogumelo que produz insensibilidade ao frio, inventado pelo Conde de Champignac. (O dinossauro congelado).
- X1 - Extracto de um certo cogumelo que dá uma força milagrosa, inventado pelo Conde de Champignac.
- X2 - Extracto de cogumelo que acelera a multiplicação e a evolução das células, provocando o envelhecimento acelerado, inventado pelo Conde de Champignac. (O dinossauro congelado).
- X4 - Produto capaz de activar as faculdades cerebrais através da supervitamização das células da camada cortical do grande cerebelo, inventado pelo Conde de Champignac. (O refúgio da Moreia).
- G.A.G - Generador Atómico Gama. Aparelho inventado pelos professores Inovskyev e Longplaying. O raio gama permite suprimir a gravidade, de modificar o clima, de fazer crescer a vegetação. (O prisioneiro do Buda).
- Zorglonda -  Inventada por Zorglub permite aniquilar a vontade das pessoas.
- ZorglLíngua - Um idioma inventado por Zorglub.